# Vonda
Pour les articles homonymes, voir Vonda (homonymie).
Vonda est un village canadien de presque 400 habitants situé dans la province de Saskatchewan. Vonda est peuplé majoritairement par des Fransaskois et par des colons venus d'Ukraine. Vonda est un centre communautaire francophone avec une importante institution scolaire d'enseignement en français. Elle est également le siège de la Paroisse Saint Philippe de Néri.

## Toponymie
Le village a été nommé à partir du nom de la fille du journaliste britannique Cy Warman. Le village fut d'abord connu sous le nom de Vaunder lors de l'ouverture de son bureau de poste le 1er avril 1901; il adopta son nom actuel le 1er mai 1906.

## Géographie
Le village de Vonda est situé sur l'autoroute 27 à une demi-heure de route au nord-est de Saskatoon. La superficie du village est de 2,79 km2.

## Démographie
Selon le recensement canadien de 2016, la population de Vonda est de 384 habitants. Ce qui lui donne une densité de 134.4 habitants au km2. L'âge médian de la population est de 33.7 ans; 32.2 pour les hommes et 35.7 pour les femmes. L'éducation à Vonda est fournie par l'école Providence en français tandis que les élèves anglophones doivent se rendent à l'école Aberdeen Composite située à Aberdeen. Le village contient la paroisse catholique romaine Saint Philippe de Néri nommée ainsi par son fondateur, l'abbé Antoine-Philippe Bérubé, en l'honneur de Saint Philippe Néri. Il contient aussi l'église Sacred Heart (du Sacré-Cœur) de l'Église catholique ukrainienne.
| 2001 | 2006 | 2011 | 2016 |
| ---- | ---- | ---- | ---- |
| 322  | 322  | 353  | 384  |

## Administration
Le maire de Vonda est Jim Mikituk et son gérant municipal est Linda Denis. Le corps administratif de la municipalité porte le nom de Vonda Town Council.

## Annexe